# Dalaas
Dalaas este o localitate turistică din Vorarlberg cu o populație de 1560 de locuitori.